# Sancti Spíritus
Sancti Spiritus (Spiritul Sfânt) este un oraș din Cuba.

## Climă
| Date climatice pentru Sancti Spíritus | Date climatice pentru Sancti Spíritus | Date climatice pentru Sancti Spíritus | Date climatice pentru Sancti Spíritus | Date climatice pentru Sancti Spíritus | Date climatice pentru Sancti Spíritus | Date climatice pentru Sancti Spíritus | Date climatice pentru Sancti Spíritus | Date climatice pentru Sancti Spíritus | Date climatice pentru Sancti Spíritus | Date climatice pentru Sancti Spíritus | Date climatice pentru Sancti Spíritus | Date climatice pentru Sancti Spíritus | Date climatice pentru Sancti Spíritus |
| Luna                                  | Ian                                   | Feb                                   | Mar                                   | Apr                                   | Mai                                   | Iun                                   | Iul                                   | Aug                                   | Sep                                   | Oct                                   | Nov                                   | Dec                                   | Anual                                 |
| ------------------------------------- | ------------------------------------- | ------------------------------------- | ------------------------------------- | ------------------------------------- | ------------------------------------- | ------------------------------------- | ------------------------------------- | ------------------------------------- | ------------------------------------- | ------------------------------------- | ------------------------------------- | ------------------------------------- | ------------------------------------- |
| Maxima medie °C (°F)                  | 27 (80)                               | 27 (80)                               | 28 (83)                               | 29 (84)                               | 30 (86)                               | 30 (86)                               | 31 (87)                               | 31 (88)                               | 30 (86)                               | 29 (85)                               | 28 (82)                               | 27 (80)                               | 28,8 (84)                             |
| Minima medie °C (°F)                  | 18 (64)                               | 18 (64)                               | 19 (67)                               | 20 (68)                               | 22 (72)                               | 23 (74)                               | 23 (74)                               | 23 (74)                               | 23 (73)                               | 22 (72)                               | 21 (69)                               | −14 (6)                               | 18,2 (64,8)                           |
| Precipitații mm (inches)              | 30 (1.2)                              | 43 (1.7)                              | 46 (1.8)                              | 69 (2.7)                              | 211 (8.3)                             | 279 (11)                              | 196 (7.7)                             | 203 (8)                               | 198 (7.8)                             | 221 (8.7)                             | 51 (2)                                | 23 (0.9)                              | 1.570 (61,8)                          |
| Sursă: Weatherbase                    |                                       |                                       |                                       |                                       |                                       |                                       |                                       |                                       |                                       |                                       |                                       |                                       |                                       |